# اسپنسر هاوز
اسپنسر هاوز (انگلیسی: Spencer Hawes؛ زادهٔ ۲۸ آوریل ۱۹۸۸) بازیکن بسکتبال اهل ایالات متحده آمریکا است.
از فیلم‌ها یا برنامه‌های تلویزیونی که وی در آن نقش داشته‌است می‌توان به لاکپشتهای نینجای نوجوان جهشیافته: خارج از سایه‌ها اشاره کرد.
از باشگاه‌هایی که در آن بازی کرده‌است می‌توان به لس آنجلس کلیپرز، شارلوت هورنتس، و فیلادلفیا سونتی‌سیکسرز اشاره کرد.
وی در مسابقات کشوری و بین‌المللی در مجموع برندهٔ ۱ مدال طلا شده‌است.